# Dubbeldoelras

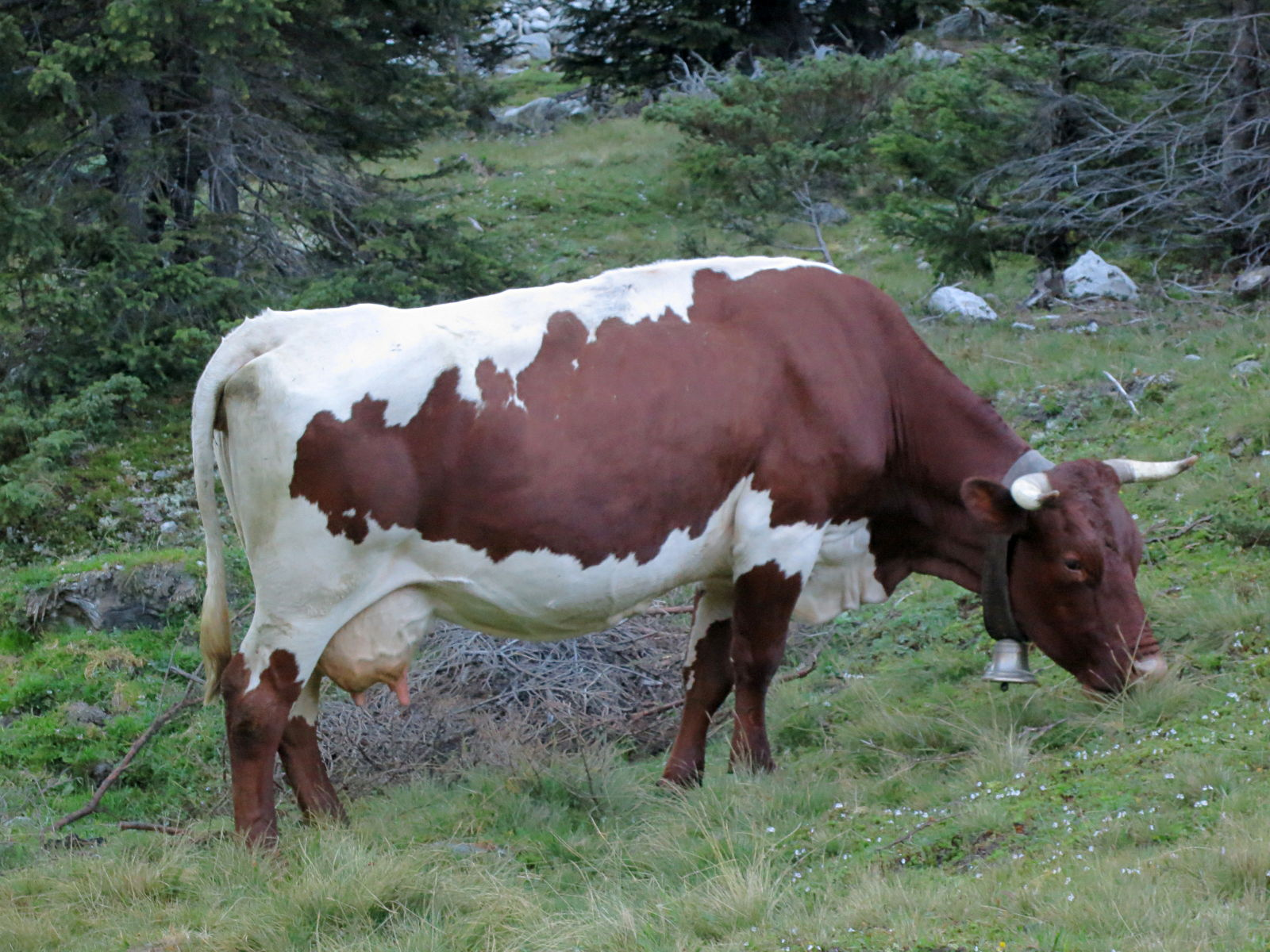
Dubbeldoelkoe Pinzgauer

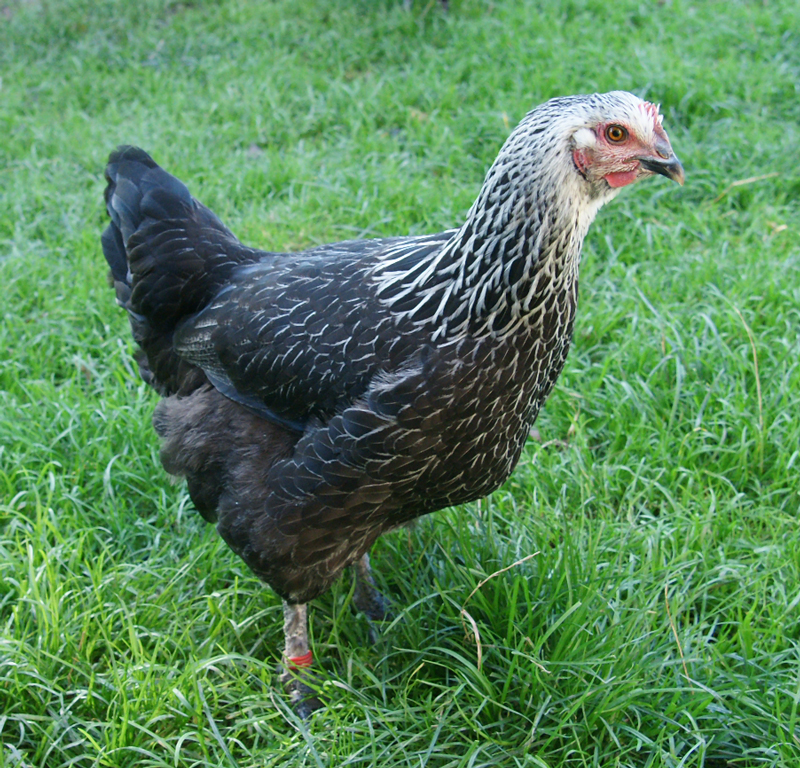
Dubbeldoelkip Marans.

Met een dubbeldoelras wordt een bepaald koeienras- of kippenras bedoeld dat speciaal geschikt is voor meerdere hoofdopbrengsten.

## Dubbeldoelkoe
In vroeger jaren waren runderen vooral vleeskoeien die melk konden leveren. Doordat steeds meer op melkproductie is ingezet, is de kwaliteit van het rundvlees bij het fokken – bij die betreffende runderen – achter gebleven.
Melkkoeien worden na hun melk-productieve leven geslacht. Omdat de kwaliteit van het vlees dan laag gewaardeerd wordt, zal het eenvoudig verwerkt worden door het grotendeels te vermalen. Kwaliteitsdelen worden er niet meer uit gewonnen.
Bij de dubbeldoelkoe is bij het fokken op voorhand rekening gehouden dat na het melk-productieve leven nog kwaliteitsvlees geleverd kan worden.

## Dubbeldoelkip
Bij kippen is men in het verleden gaan richten op – of een hoge opbrengst van eieren – of een hoog rendabele kippenvlees-productie.
Door terug te fokken met diverse rassen is een zogenoemde dubbeldoelkip gecreëerd.